# Victoria's Secret
Victoria's Secret es una empresa estadounidense que diseña lencería y otros productos de belleza femenina. La empresa es conocida por su marketing y marca de alta visibilidad, comenzando con un catálogo popular y seguido por un desfile de modas anual, el Victoria's Secret Fashion Show. con supermodelos apodadas "ángeles". Como minorista de lencería más grande de los Estados Unidos, la marca ha tenido problemas desde 2016 debido a las preferencias cambiantes de los consumidores, y la controversia continúa en torno a las prácticas comerciales de su liderazgo corporativo.
La empresa fue fundada en San Francisco, California, en 1977 por Roy Raymond y las primeras cinco tiendas fueron vendidas en 1982 a Leslie Wexner («The Limited Inc.»). Wexner la expandió rápidamente por los centros comerciales en Estados Unidos, haciendo que la empresa pronto tuviera 350 tiendas por todo Estados Unidos y alcanzando ventas de hasta 1000 millones de dólares a comienzos de la década de 1990 cuando Victoria's Secret se convirtió en el mayor vendedor de lencería de Estados Unidos.
Desde 1995 hasta 2018, el show de moda de Victoria's Secret fue una parte esencial de la construcción de la imagen de la marca. En este espectáculo de pasarela anual se presentaban modelos que la empresa promovía como "ángeles de fantasía". Durante la década de 1990 la empresa se expandió aún más en los centros comerciales junto con la presentación del miracle bra, la nueva marca Body by Victoria, y el desarrollo de una línea de fragancias y cosméticos. En 2002 Victoria's Secret anunció el lanzamiento de PINK, una marca orientada a jóvenes. A partir de comienzos de 2008, Victoria's Secret se expandió internacionalmente, con tiendas en aeropuertos internacionales, franquicias en las principales ciudades fuera de Estados Unidos, y en tiendas de propiedad de la empresa en Canadá y el Reino Unido.
Hacia 2016, la participación en el mercado de Victoria's Secret comenzó a disminuir, coincidentemente con la creciente preferencia de los consumidores por la moda deportiva. La empresa canceló la distribución de su famoso catálogo en 2016. La marca luchaba por mantener su posición en el mercado después de las críticas y controversias sobre los comportamientos y prácticas de negocio inapropiadas de su líderes corporativos bajo la dirección de Wexner y Ed Razek. Para mayo de 2020, con más de 1070 tiendas, Victoria's Secret seguía siendo el mayor vendedor minorista de lencería en Estados Unidos. La empresa propietaria L Brands anunció los planes para el cierre de 250 tiendas de Victoria's Secret y Pink en 2020, después de que se iniciara la pandemia del COVID-19.

## Marketing
El catálogo de venta por correo fue la primera forma de comercialización utilizado por la empresa en la década de 1970. Las primeras ediciones del catálogo presentaban a modelos vestidas con lencería roja sujetando violines y una copa de licor. La venta por catálogo se desplazó hacia el uso de modelos femeninas acompañadas por hombres durante varios años en la década de 1980, una práctica que finalmente fue abandonada en 1991.
A comienzos de la década de 1980, Victoria's Secret contrató los servicios de FCB/Leber Katz Partners para desarrollar su marca, marketing y publicidad.
En 1989, FCB/Leber Katz Partners y Victoria's Secret llevaron a cabo una campaña nacional de publicidad en Estados Unidos con un inserto de diez páginas en papel brillante en la edición de noviembre de las revistas Elle, Vogue, Vanity Fair, Victoria, House Beautiful, Bon Appetit, New Woman, y People. Victoria's Secret utilizó la modalidad de inserto para anunciar la expansión hacia el negocio de cosméticos y perfumes. Antes de los insertos, el crecimiento de la empresa fue realizado mediante su catálogo, anuncios esporádicos en revistas de moda, y de boca en boca.
Edward Razek se incorporó a las operaciones internas de gestión de la marca en Limited en la década de 1980 y progresivamente fue dándole forma al marketing y gestión de la marca de Victoria's Secret. Sin embargo, Razek le dio crédito a Wexner como la fuerza creativa de gran parte del esfuerzo de marketing. La empresa cobró notoriedad a comienzos de la década de 1990 después de que comenzara a contratar supermodelos para sus publicidades y shows de moda. Entre las modelos contratadas a comienzos de la década de 1990 estaban Stephanie Seymour, Karen Mulder, Yasmeen Ghauri, y Jill Goodacre. Las modelos ayudaron a la marca a captar audiencia y pronto aparecieron en publicidades por televisión. 
El Victoria's Secret Fashion Show, fue una gran herramienta de marketing utilizada por L Brands desde 1995 hasta 2018. El show era una mezcla de "modelos hermosas apenas cubiertas con lencería" y una lista de músicos y gente del espectáculo que con el paso del tiempo se fue convirtiendo "en menos una presentación de moda y más en un show".
En 1999, una propaganda de 30 segundos de duración en el Super Bowl produjo un millón de visitas al sitio web de la empresa al cabo de una hora de ser puesto en el aire.
Victoria's Secret le presentó una demanda a una tienda en un centro comercial en Elizabethtown, Kentucky, llamada Victor's Little Secret por el tema de dilución de marca. En marzo de 2003, la Corte Suprema de Justicia de Estados Unidos falló en contra de Victoria's Secret en la causa Moseley v. V Secret Catalogue, Inc., ya que consideró no existían pruebas suficientes de que se hubiera realizado un daño concreto a la marca.

### Elshowde moda Victoria's Secret

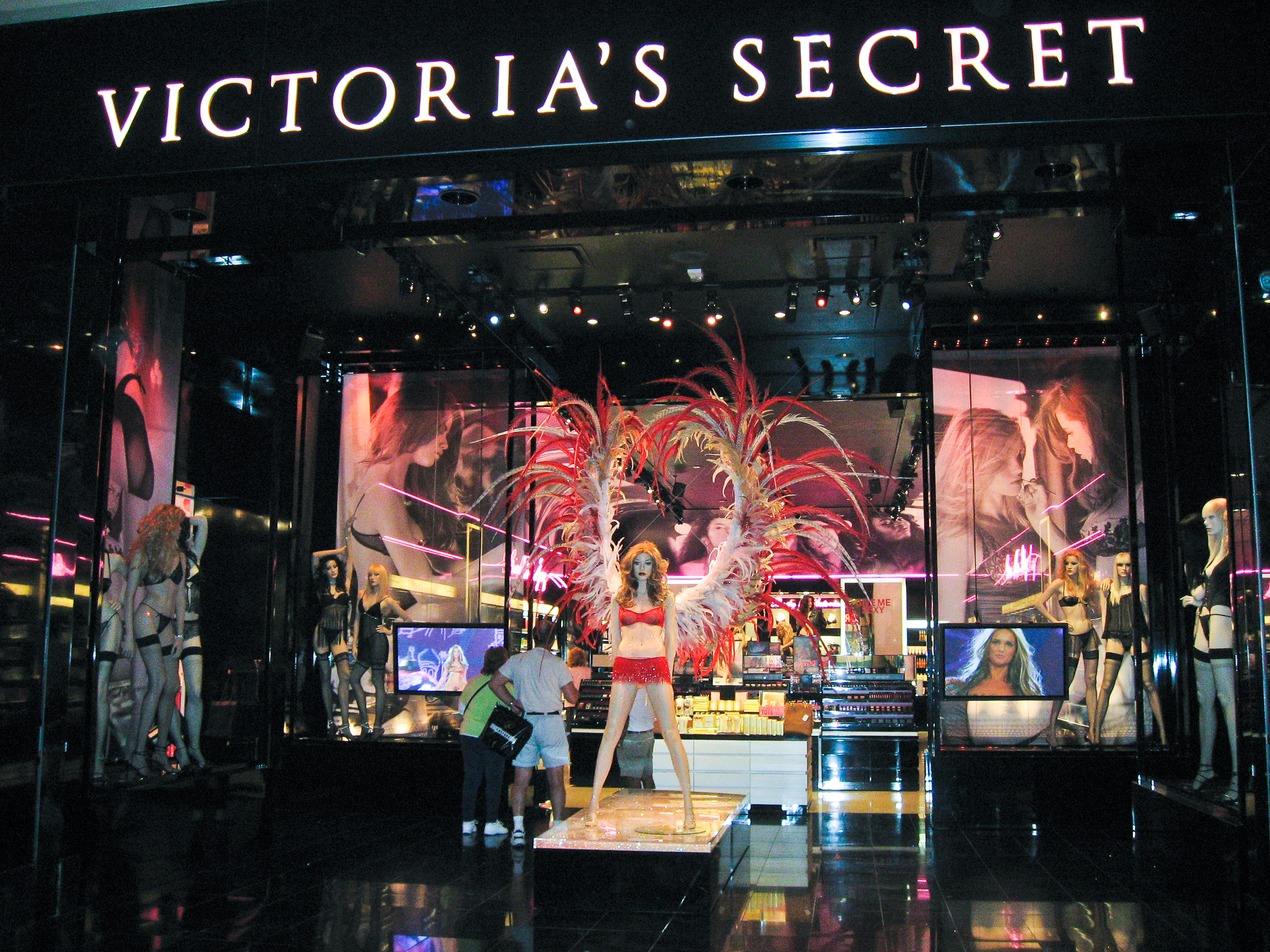
Presentación de la mercadería de Victoria's Secret con exposición de las alas de un Ángel en una tienda en Las Vegas, Nevada, 2006

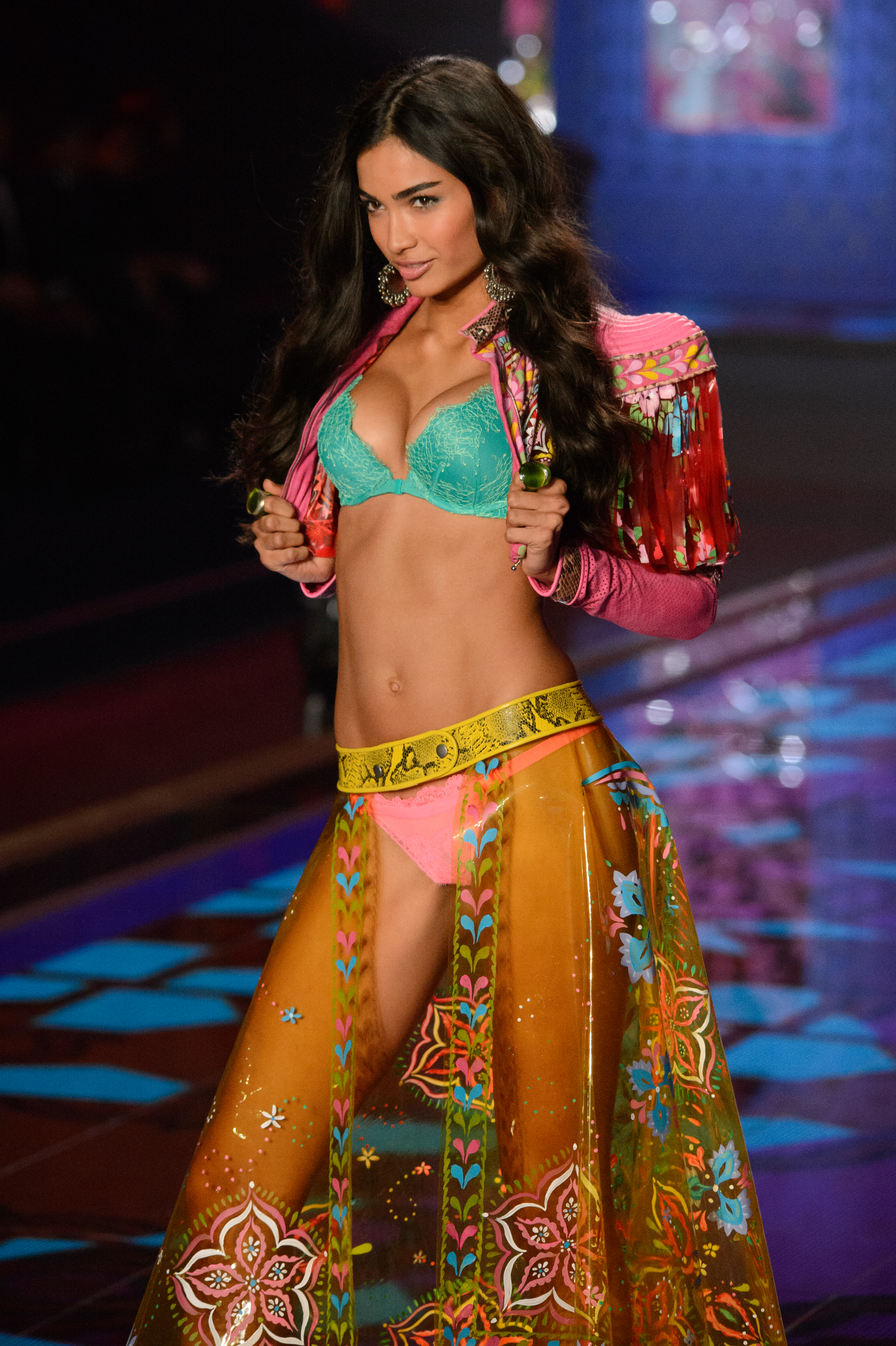
Kelly Gale en el Victoria's Secret Fashion Show, 2014

El primer desfile de moda de Victoria's Secret se realizó en 1995 y se transmitió en horario central de la televisión estadounidense. El desfile de modas, supervisado por Ed Razek, fue descrito por Newsweek como "una combinación de pavoneo seguro de sí mismo para las mujeres y placer voyerista para los hombres" que convirtió a la lencería en un entretenimiento generalizado.
Ken Weil, vicepresidente de Victoria's Secret, y Tim Plzak, responsable de TI en la empresa matriz de Victoria's Secret, Intimate Brands, dirigieron la primera transmisión en línea de Victoria's Secret de su desfile de moda en 1999. El webcast de 18 minutos transmitido el 2 de febrero de 1999 fue en ese momento el "mayor evento" de Internet desde su inicio. El webcast de 1999 fue informado como un fracaso por varios periódicos debido a la incapacidad de algunos usuarios para ver el programa con Tyra Banks, Heidi Klum y Stephanie Seymour como resultado de que la tecnología de Victoria's Secret no pudo cumplir con los requisitos. La gran demanda de los usuarios en línea hizo que se congestionara la red y los usuarios que pudieron ver la transmisión por Internet recibieron la señal entrecortada. En total, el sitio web de la empresa recibió más de 1,5 millones de visitas, mientras que las computadoras de Broadcast.com fueron diseñadas para manejar entre 250.000 y 500.000 espectadores simultáneos. En total, 1,5 millones de espectadores intentaron o vieron el webcast.
El desfile de 2018 fue el último y se realizó en la ciudad de Nueva York. La apertura del desfile corrió por cuenta del Taylor Hill. La modelo sueca Elsa Hosk fue elegida para lucir el Dream Angel Fantasy Bra valuado en 1 millón de dólares y la neerlandesa Romee Strijd fue elegida para lucir el Shoting Star Swarovski Outfit. Se contó con las presentaciones de Leela James, The Chainsmokers, Kelsea Ballerini, Halsey, Shawn Mendes, Rita Ora y The Struts. Al promediar el año 2019, Victoria's Secret, ante diversas dificultades que afrontaba, anunció que había decidido cancelar la realización de nuevos desfiles.
El Fantasy Bra
Cada año la marca crea un sostén denominado Fantasy Bra, con piedras preciosas engarzadas. Fue presentado en el catálogo de Navidad de la marca en 1996, pero desde 2001 es usado por una de los ángeles de la casa durante el show, excepto en el año 2004. El único Fantasy Bra que fue puesto a la venta fue el del año 1996, por 1 millón de dólares. El del año 2000 alcanzó el Récord Guiness como la prenda interior más costosa en el mundo. Fue tasado en 15 millones de dólares y lo lució Gisele Bundchen.
El Swarovski Outfit
Aunque Victoria's Secret llevaba trabajando por varios años con Swarovski, fue recién en 2011 cuando se introdujo en sus desfiles una prenda especial adornada con cristales de la prestigiosa joyería y así se ha venido realizando hasta la actualidad. Después del Fantasy Bra, el Swarovski Outfit ("Prenda Swarovsky") se considera como una de las piezas más costosas dentro del desfile y puede ser portado por un ángel oficial de la marca o cualquier otra modelo que trabaje para esta.
| Año  | Modelo              | Notas         |
| ---- | ------------------- | ------------- |
| 2011 | Alessandra Ambrosio | Ángel oficial |
| 2012 | Cameron Russell     |               |
| 2013 | Lindsay Ellingson   | Ángel oficial |
| 2014 | Lily Donaldson      |               |
| 2015 | Martha Hunt         | Ángel oficial |
| 2016 | Josephine Skriver   | Ángel oficial |
| 2017 | Elsa Hosk           | Ángel oficial |
| 2018 | Romee Strijd        | Ángel oficial |

Las Swarovski Wings
Al igual que Swarovski Outfit, la marca desde el año 2011 crea las llamadas Swarovski Wings ("Alas Swarovski"). Cada año se escoge una modelo que puede ser o no ángel oficial para lucirlas, Alessandra Ambrosio es la única que las ha usado en tres ocasiones.

### Los Ángeles de Victoria's Secret

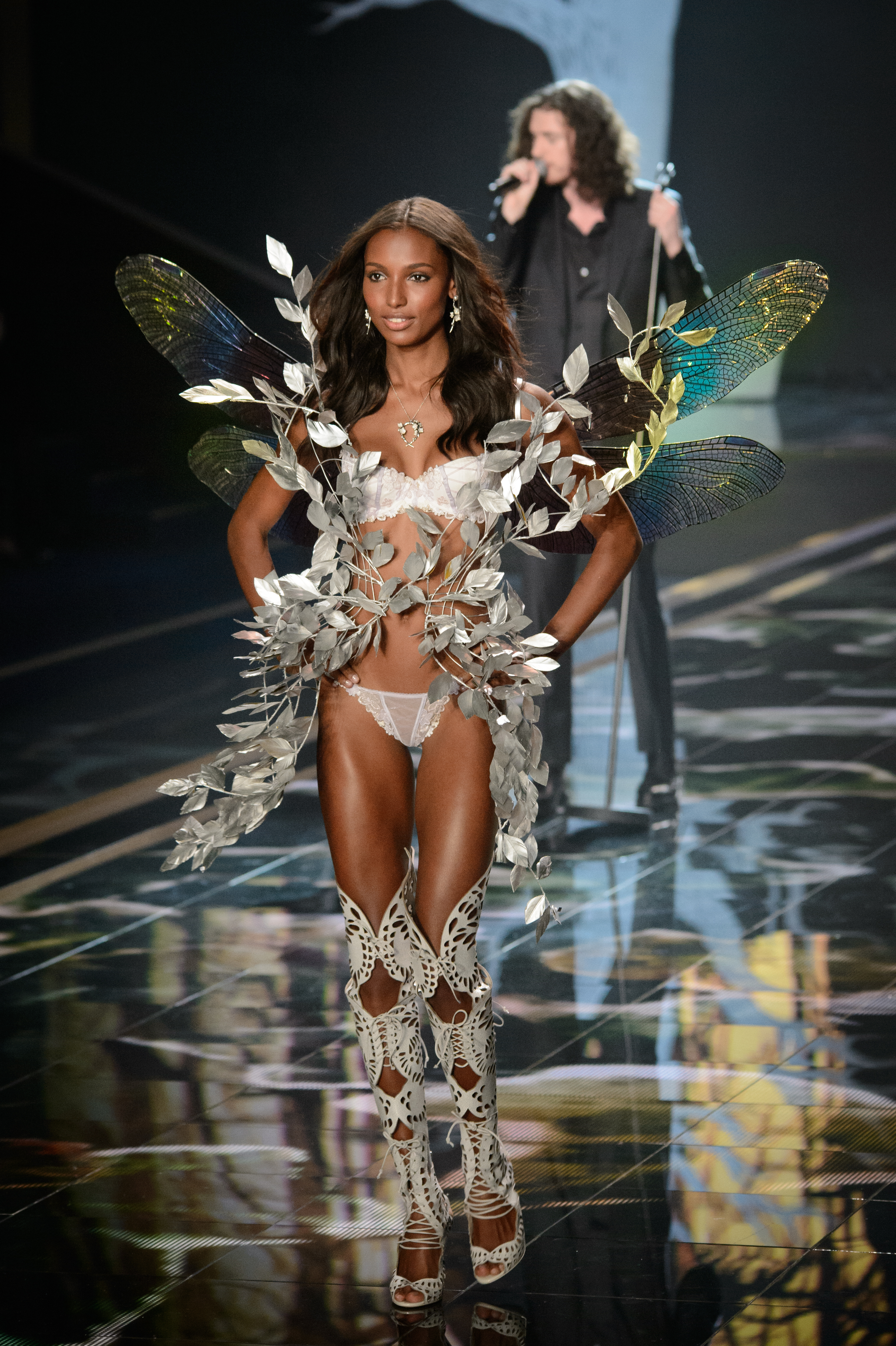
Jasmine Tookes en el desfile de 2014.

Aunque hoy en día los «Ángeles» son las portavoces más visibles de la marca, empezaron como una línea de lencería de Victoria's Secret. Las modelos incluidas en la campaña original de 1997 fueron: Karen Mulder, Inés Rivero, Helena Christensen, Daniela Peštová, Stephanie Seymour y Tyra Banks. Debido a su creciente popularidad, la compañía las usó en diferentes campañas publicitarias hasta la partida de Helena Christensen.
En febrero de 1998, los Ángeles hicieron su debut de pasarela en el 4º desfile anual de Victoria's Secret, con Chandra North sustituyendo a Helena Christensen. Las modelos que componen el grupo de Ángeles ha cambiado varias veces desde entonces. Otras representantes de la marca han sido Claudia Schiffer, Eva Herzigová, Ana Hickmann, Naomi Campbell, Oluchi Onweagba, Jessica Stam, Isabeli Fontana, Toni Garrn, Bregje Heinen, Kelly Gale, Barbara Fialho e Irina Shayk, entre otras.
Para el año 2018 la marca lanzó oficialmente a Sui He y Ming Xi como portavoces oficiales de la marca en China.

Algunas modelos que fueron ángeles de Victoria's Secret
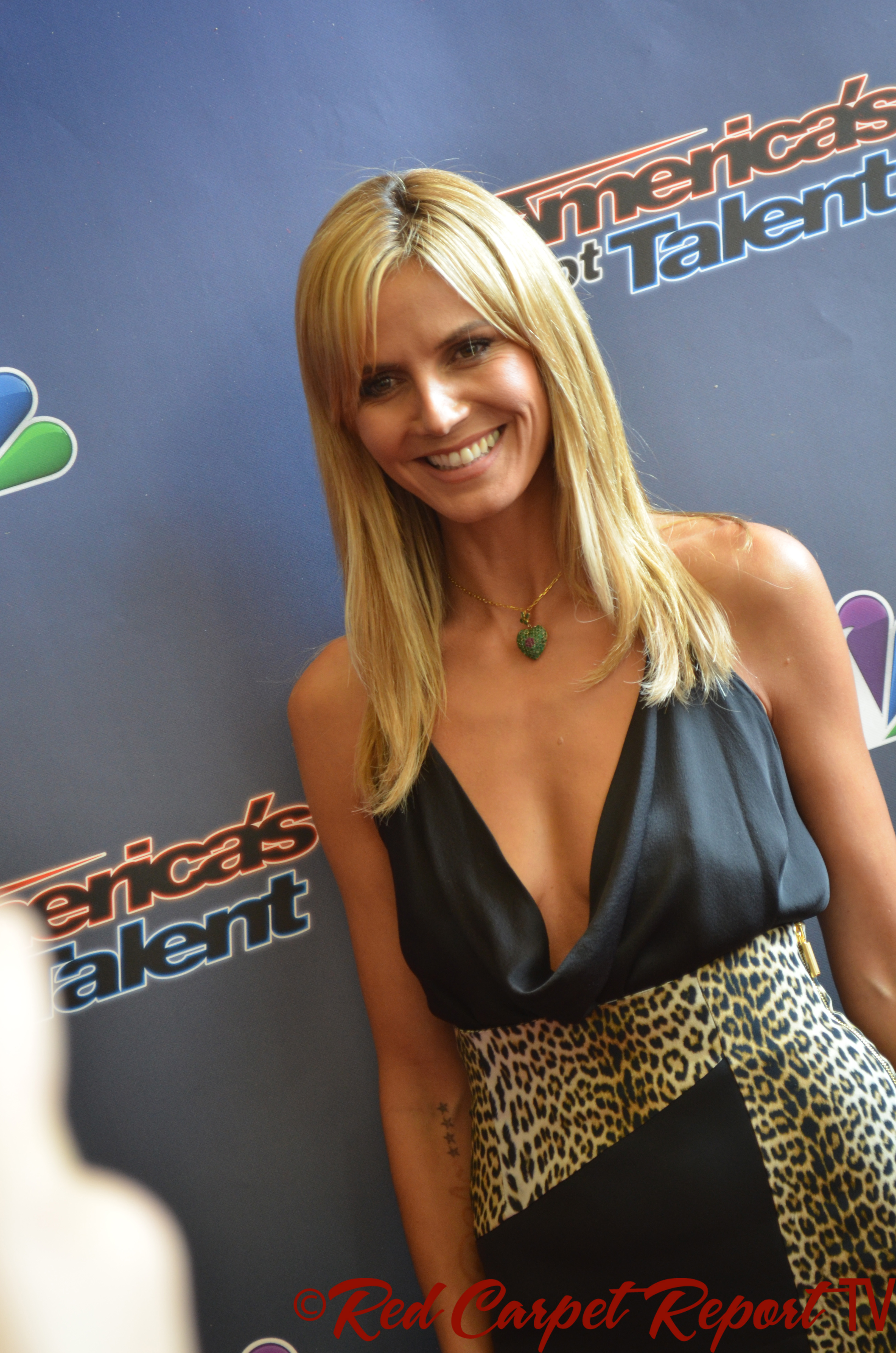
Heidi Klum
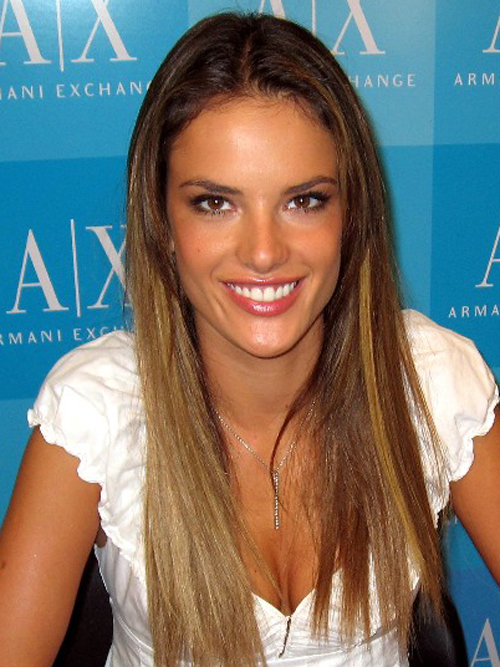
Alessandra Ambrosio
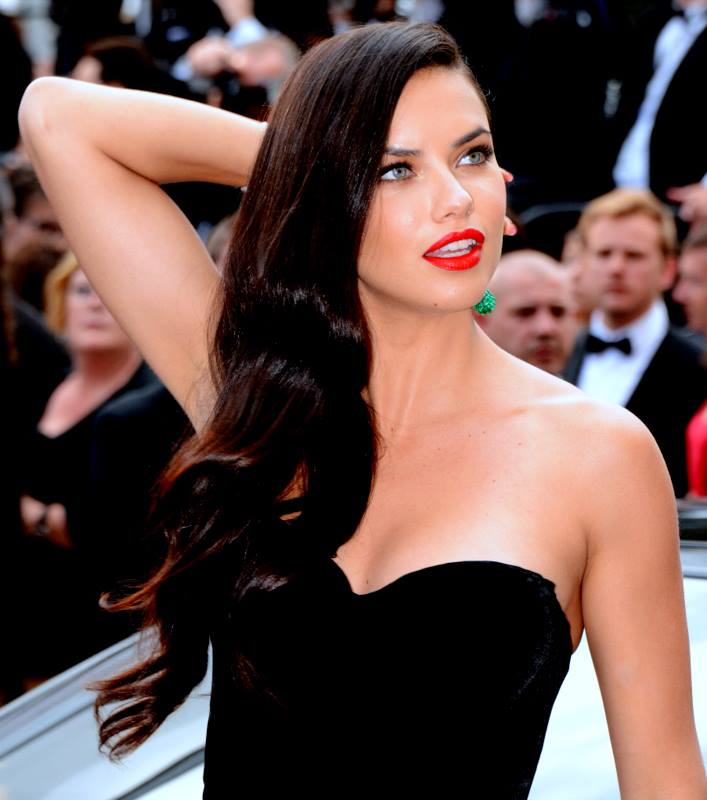
Adriana Lima
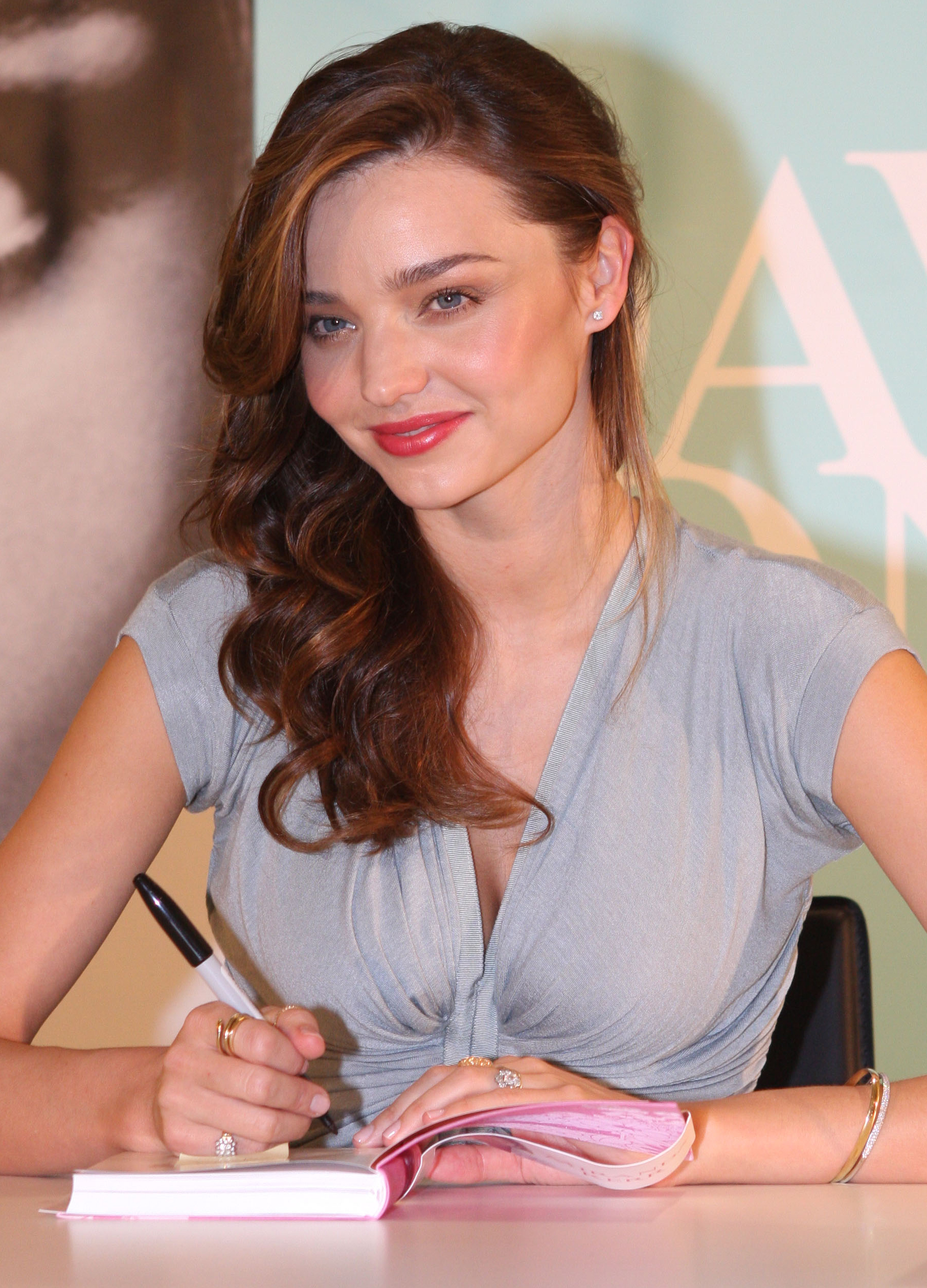
Miranda Kerr
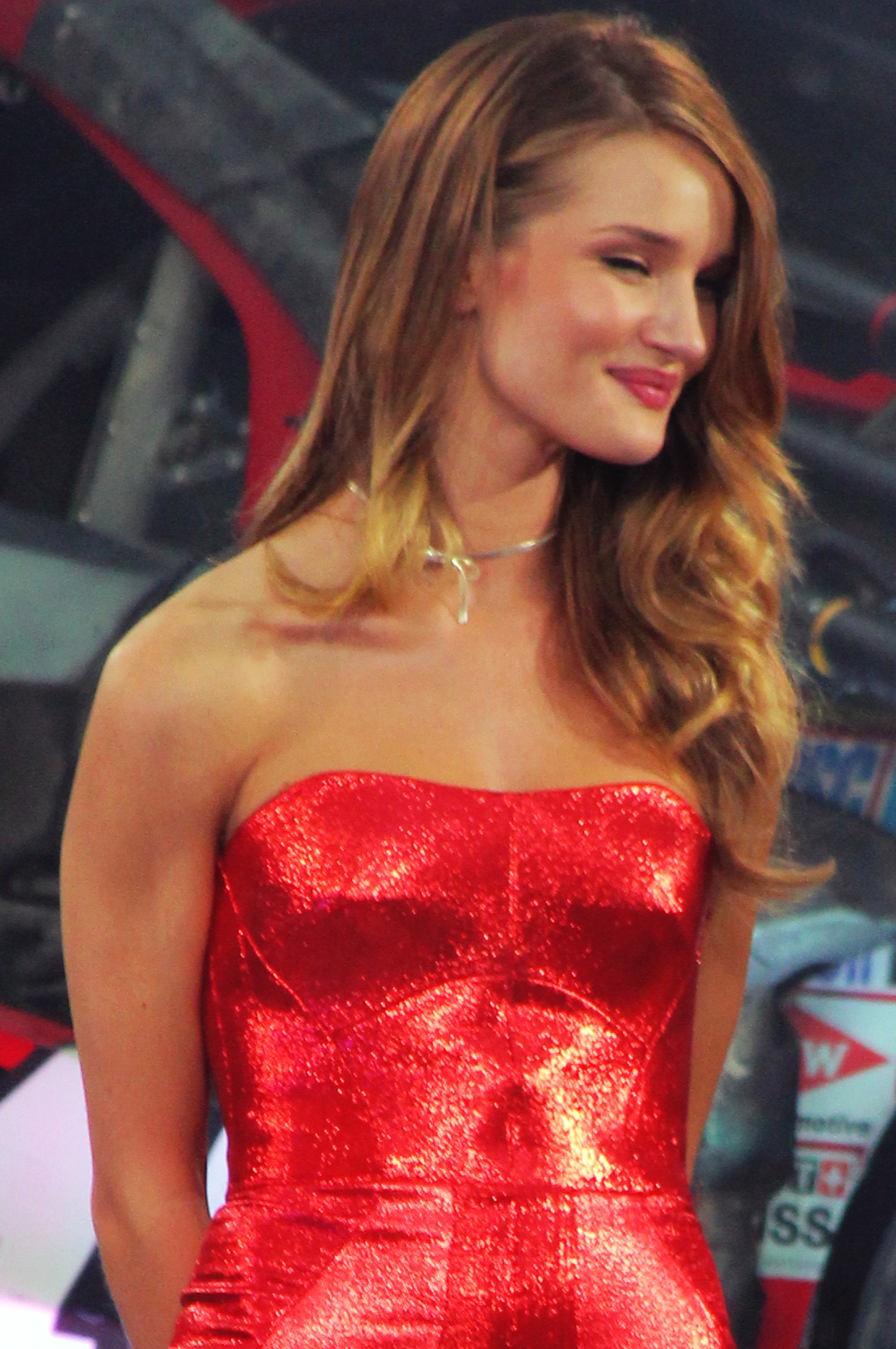
Rosie Huntington
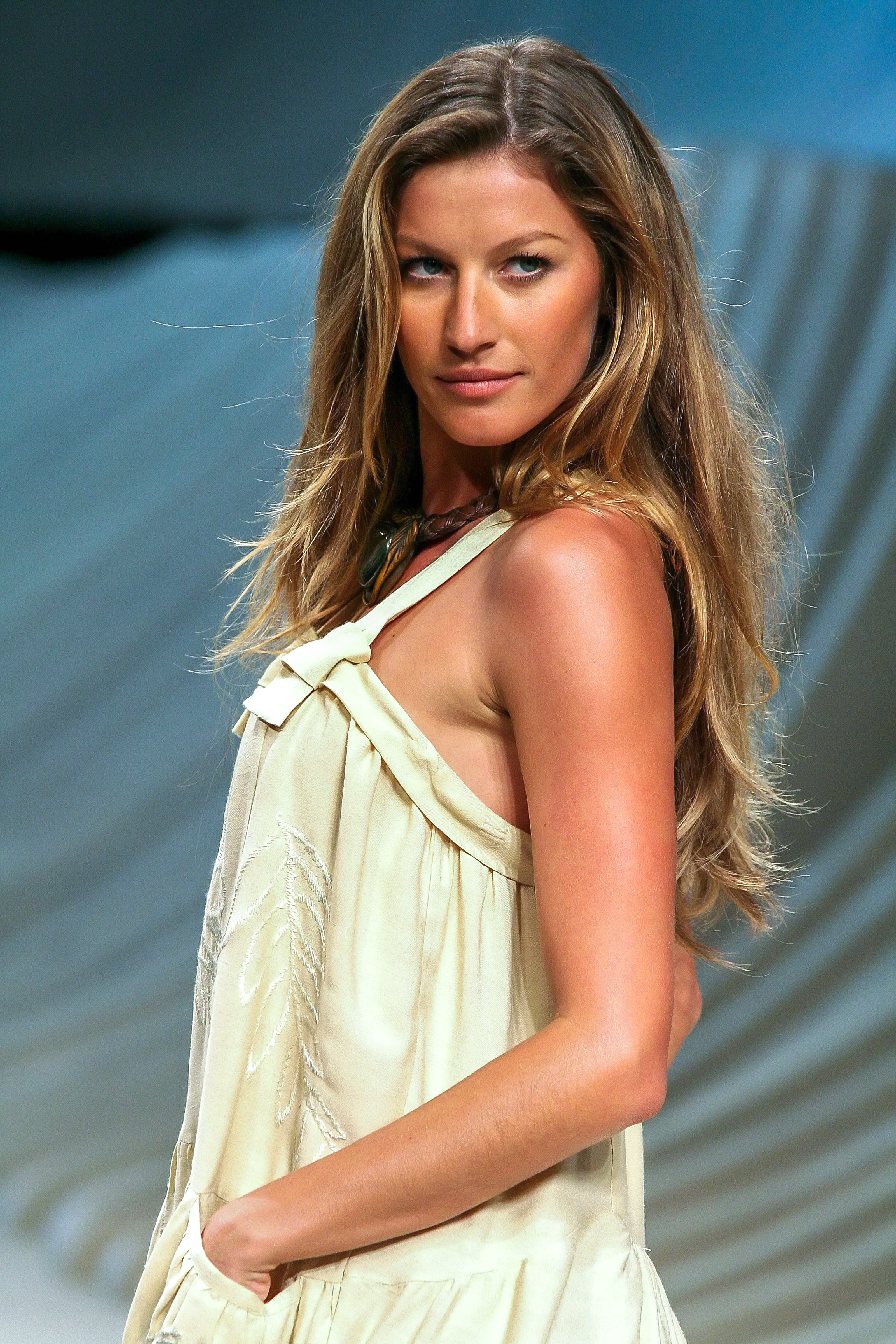
Gisele Bundchen

## Pink
Fundada en 2004, la submarca Pink vende lencería, pijamas, productos de belleza y accesorios dirigidos hacia clientes adolescentes. Ambrosio, Kerr, Prinsloo y Hosk han sido imagen oficial de Pink. La primera modelo en aparecer en un desfile de la sección Club Pink fue la supermodelo canadiense Jessica Stam. Otras modelos convocadas en eventos de la marca han sido Erin Heatherton, Chanel Iman,, Elsa Hosk, Jessica Hart y Sara Sampaio. La promoción de la línea incluye eventos como giras universitarias y acuerdos con el canal de música MTV y redes sociales. En 2011 la línea anunció una sociedad con los 32 equipos de NFL y comenzó a vender ropa conteniendo logos y nombres de equipos de NFL. Grace Elizabeth entró como portavoz oficial de la marca a finales de 2016 como reemplazo de Rachel Hilbert. 

#### Principales portavoces de PINK
| Nacionalidad   | Nombre              | Contrato      |
| -------------- | ------------------- | ------------- |
| Brasil         | Alessandra Ambrosio | 2004–2006     |
| Australia      | Miranda Kerr        | 2006-2008     |
| Namibia        | Behati Prinsloo     | 2008–2011     |
| Suecia         | Elsa Hosk           | 2011–2014     |
| Estados Unidos | Rachel Hilbert      | 2015–2016     |
| Estados Unidos | Zuri Tibby          | 2016-presente |
| Estados Unidos | Grace Elizabeth     | 2016-2018     |

## Expansión internacional

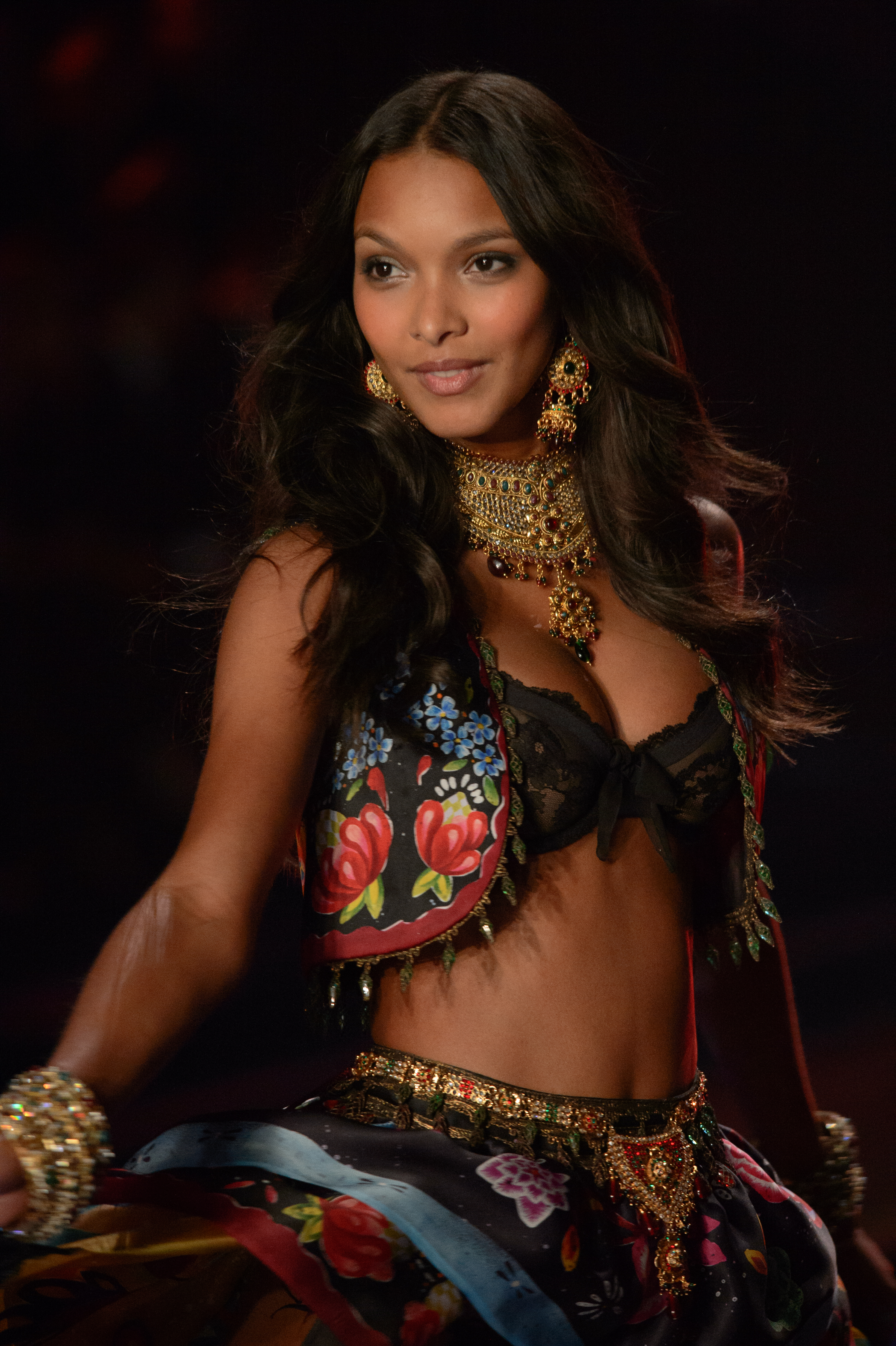
Lais Ribeiro en el desfile de 2014.

Hasta principios de los 2000, los directivos de Victoria's Secret activamente decidieron no ampliar las operaciones del negocio fuera de Estados Unidos. La decisión de promover el crecimiento junto con una maduración del mercado minorista estadounidense condujo a un cambio en esa decisión y decidir ampliar Victoria's Secret afuera de Estados Unidos. 
Victoria's Secret anunció un plan para expandirse en Canadá en 2010. La empresa abrió 23 tiendas en Canadá con ubicadas en Alberta, Columbia Británica, Ontario, Quebec y Nueva Escocia. En noviembre de 2005, la compañía abrió su primera boutique en el Reino Unido en el aeropuerto de Heathrow, Terminal 5, con la ayuda de World Duty Free. Esto fue seguido en 2009 por 6 tiendas Victoria's Secret que se encuentran en aeropuertos fuera de Estados Unidos. Victoria's Secret abrió su primera en el centro comercial Westfield, Stratford, Londres, en julio de 2012, en esta tienda se exhiben anualmente la mayoría de atuendos usados en el desfile después del show. Su tienda de 386 metros cuadrados en New Bond Street, Londres, se inauguró en agosto de 2012 y se preveía una mayor expansión por todo el Reino Unido. En 2014 se anunció que se expandirá en México, eligiendo Playa del Carmen, en Quintana Roo, como lugar para abrir su primera boutique, mientras que en Chile abrirá nuevas tiendas con formato Beauty & Accesories en el Mall Costanera Center y Mall Parque Arauco de Santiago de Chile. Además en otros países de la región, como Panamá y Ecuador, la marca abre nuevas tiendas en Ciudad de Panamá y Guayaquil, respectivamente. A fines de 2021, abre una tienda en el centro comercial Punta Carretas Shopping, de Montevideo. En 2025, la marca abrió su primera tienda en Argentina, en el Unicenter Shopping de Buenos Aires.

## Críticas y controversias

### Acoso y abuso
En 2019, el grupo de presión Model Alliance y varias revistas llamaron la atención sobre problemas existentes en Victoria's Secret, promoviendo iniciativas en California, Nueva York y Estados Unidos para proteger a las modelos de acoso y abuso sexual.

#### Silenciamiento de las quejas de acoso
Luego que Razek se fue de Victoria's Secret en 2019, Monica Mitro, una alta ejecutiva de la empresa indicó que en numerosas oportunidades había sido abusada verbalmente por Razek mientras estuvo en la empresa. Mitro era la vicepresidente ejecutiva de relaciones públicas de la marca y estaba muy involucrada en la producción del show anual de moda, habiendo sido una de las caras públicas de la marca. Al día siguiente en que Mitro hiciera sus comentarios, al llegar a su sitio de trabajo no se le permitió ingresar al edificio y se la dio de baja administrativa. Si bien la marca sostuvo que la decisión había sido tomada antes que Mitro presentara su queja, muchos consideraron que ello había sido una acción de represalias tomada por la empresa y a fines de 2019 Mitro indicó que estaba iniciando acciones legales por su despido. En 2020 se supo que ella y la marca habían llegado a un acuerdo por una suma de dinero.

#### Racismo y disculpas corporativas
La empresa ha debido hacer frente a varias quejas muy importantes relacionadas con racismo, perfilado y discriminación por parte de directivos y empleados de Victoria's Secret, con varios temas recurrentes siendo planteados por antiguos empleados, el gobierno federal de EE. UU., gobiernos de los Estados y clientes en dicho país, desde Pensilvania hasta Georgia, Massachusetts, Tennessee y California. En cada oportunidad, el portavoz corporativo de Victoria's Secret ha emitido pedidos de disculpa y ha desautorizado las acciones discriminatorias llevadas a cabo por un empleado en forma individual. Victoria's Secret ha modificado algunas prácticas de empleo, y buscado llegar a acuerdos en algunos de estos casos, incluido un acuerdo por 12 millones de dólares en California y Nueva York en 2017, y una compensación acordada de $179,300 con la Comisión de Estados Unidos de Igualdad de Oportunidades.

#### Influencia sobre la norma sociocultural de imagen corporal
En el artículo de investigación académica de 2008 "El secreto sucio de Victoria: cómo las normas socioculturales influyen en las niñas y las mujeres adolescentes", los autores de la Universidad Wilfrid Laurier y la Universidad de Waterloo indicaron: "La insatisfacción corporal de las mujeres está influenciada por las normas socioculturales para una apariencia ideal que son omnipresentes en la sociedad y están especialmente dirigidas a las mujeres". Estas normas les dicen a las mujeres que son valoradas por su cuerpo, apariencia física y escala de atractivo. La percepción de insuficiencia influye en las niñas, desde los 10 años, a comenzar a hacer dieta en un esfuerzo por controlar su peso y percepción corporal, un patrón que puede continuar durante toda su vida. Los autores advierten que las prácticas de marketing de Victoria's Secret, transmitidas a través de comerciales de televisión, anuncios y revistas, envían un mensaje a las niñas y mujeres de que sus modelos son el estándar de belleza.
Las niñas se están comparando con estos altos estándares poco realistas presentados por los medios. Las mujeres en estos anuncios están muy cosificadas, idealizadas y sexualizadas. Si las mujeres sienten que tienen que estar a la altura de esta norma sociocultural, solo les está diciendo a los hombres que está bien cosificar y sexualizar a las mujeres. El artículo concluye afirmando: "La exposición a mensajes sociales que reflejan la norma sociocultural para la apariencia ideal tiene un efecto negativo en las mujeres".

#### Campaña Cuerpo Perfecto
En 2014, se creó una petición contra la colección de lencería recién lanzada de la compañía, Body by Victoria, cuando los carteles publicitarios mostraban las palabras 'The Perfect Body' (El Cuerpo Perfecto) sobre conocidas Ángeles de Victoria Secret. Los organizadores pidieron que la empresa asumiera la responsabilidad de crear una imagen corporal negativa.
La petición, que pronto se hizo popular en las redes sociales, exigía que Victoria's Secret "se disculpe y asuma la responsabilidad por el mensaje dañino y poco saludable que su campaña 'Cuerpo Perfecto' envía sobre los cuerpos de las mujeres y cómo deben ser juzgadas". La petición también exigía cambios en la redacción de los anuncios corporales a "algo que no promueva estándares de belleza poco saludables y poco realistas", instando a la empresa a no utilizar un marketing tan dañino en el futuro. Los peticionarios crearon la etiqueta "#iamperfect", que era tendencia en Twitter para las mujeres que avergüenzan el cuerpo. La petición tenía más de 30 000 firmas. 
Aunque no se emitió una disculpa formal, Victoria's Secret cambió las palabras de su campaña publicitaria a "Un cuerpo para todos".

## Nueva Era
Después de muchas controversias y del embate del fenómeno del feminismo, Victoria´s Secret ha tomado la decisión de prescindir de las famosas "ángeles" para dar paso a las mujeres de hoy, entre ellas famosas y atletas, como la futbolista norteamericana Megan Rapinoe, la actriz hindú Priyanka Chopra, madres y demás, pero las "ángeles" serán tomadas en cuenta en otras campañas.

## Liderazgo de la compañía
En agosto de 2024, Victoria's Secret anunció a Hillary Super como su nueva directora ejecutiva para acelerar el crecimiento, sucediendo a Martin Waters, que deja la empresa.